# Sociedad Peruana de Derecho Ambiental
La Sociedad Peruana de Derecho Ambiental (SPDA) es una organización sin fines de lucro fundada en 1986 en Perú, dedicada a la promoción de la implementación adecuada de las políticas y legislación ambiental. 
El trabajo de la SPDA se desarrolla bajo cuatro ejes principales: 
- Cambio climático. Impulsa la producción y promoción de conocimiento, así como el fortalecimiento de normas. Se destaca su publicación del Compendio Legislativo sobre Cambio Climático en el Perú (2014) y su participación en el Proyecto de Ley Marco de Cambio Climático (2020).
- Equidad y justicia ambiental. Busca garantizar el acceso equitativo a un ambiente sano y seguro, promoviendo la participación ciudadana en los procesos de desarrollo sostenible y mejorando la administración de la justicia ambiental.
- Naturaleza y vida silvestre. Crea e implementa proyectos en colaboración con el Estado y la sociedad civil para promover la equidad y acción ciudadana para la conservación del patrimonio natural.
- Desarrollo sostenible. Integra el crecimiento económico, la equidad social y la conservación ambiental, trabajando en políticas públicas, inversiones sostenibles y el cumplimiento de normativas ambientales.

Actualmente, la institución cuenta con una sede en Lima y dos oficinas regionales en Loreto y Madre de Dios. Su actual directora ejecutiva, desde 2020, es Isabel Calle Valladares. 

## Historia
En la primavera de 1986, un grupo de estudiantes se unió con el propósito de concretar un proyecto de cambio: fundar la primera organización de derecho ambiental en el Perú. Motivados por el compromiso de enfrentar los problemas centrales del país, a través de soluciones trascendentales, nació la Sociedad Peruana de Derecho Ambiental (SPDA).
A lo largo de los años, mediante un trabajo colaborativo y de vanguardia, la SPDA ha impulsado diversas acciones significativas, como el apoyo al proceso de elaboración del Código del Medio Ambiente y los Recursos Naturales (1990), la creación del Consejo Nacional del Ambiente (1994) y del Ministerio del Ambiente (2008).

### Principales hitos de la SPDA
A lo largo de su trayectoria, la SPDA ha alcanzado logros significativos que destacan su compromiso con la conservación ambiental y la justicia:
- 1992: SPDA impulsa la creación del PROFONANPE, el primer Fondo Nacional creado con fines ambientales, en este caso para las áreas naturales protegidas del Perú.
- 1996: El concepto de “develación o desvelo de origen” y la protección defensiva fueron creación de la SPDA. En la actualidad, se trata de los dos principios más importantes bajo discusión en foros internacionales, incluyendo en la OMPI, el CDB/Protocolo de Nagoya y otros.
- 2001: Impulsa el trabajo de “Los TamboPatas”, un grupo de personas organizadas y reconocidas por el Sernanp como Comité de Gestión de la Reserva Nacional Tambopata, y que destacan por su lucha y compromiso al proteger la Reserva Nacional Tambopata de la minería ilegal.
- 2004: Recibe el Premio “Creative and Effective Organizations” de la Fundación McArthur, en Chicago. El premio reconoció nuestra creatividad para generar y promocionar mecanismos novedosos para la conservación como las áreas de conservación privadas, concesiones para conservación, zonas de agrobiodiversidad, etc.
- 2009: Lanza Actualidad Ambiental, sitio web de noticias ambientales que actualmente es uno de los portales más visitados en materia de noticias e información ambiental.
- 2010: Se crea el Consultorio Jurídico Gratuito de Madre de Dios.
- 2012: SPDA apoyó el proceso de creación e implementación del Servicio Nacional de Certificación Ambiental para las Inversiones Sostenibles. Y, ese mismo año, lanzó Conservamos por Naturaleza, iniciativa que busca visibilizar y mejorar las oportunidades e impacto de la conservación voluntaria en el Perú.
- 2014: Obtiene en Francia el Premio de la Fundación Miterrand. El galardón reconoció la importante contribución de la SPDA en la lucha contra la biopiratería.
- 2015: Por tercer año consecutivo, la institución recibe diversos reconocimientos en los premios Poder OnThink Tanks.
- 2019: Promueve y contribuye a la resolución que posibilita el “Protocolo para garantizar la protección de personas defensoras de derechos humanos”.
- 2020: Fortalece la seguridad jurídica de más de 3 millones 591 mil hectáreas de territorios indígenas a nivel nacional.

## Campañas
HAZla por tu Playa
HAZla por tu Playa es la mayor iniciativa en el Perú para la limpieza de playas, ríos, lagunas, humedales y otros cuerpos de agua.  En tan solo dos días, esta campaña logra organizar más de 100 limpiezas simultáneas a lo largo del país. Con cada acción y cada residuo recogido, busca erradicar el consumo de los envases descartables debido al impacto que causan al ambiente y las diversas especies de flora y fauna.
#HazteCargo
La contaminación ambiental en nuestro país está en aumento, amenazando la salud y el futuro de miles de personas. Suelos, lagos, ríos, instalaciones abandonadas y derrames de petróleo son solo algunos ejemplos de las terribles amenazas que enfrentamos. Ante esta situación, nace #HazteCargo, una campaña promovida por la Sociedad Peruana de Derecho Ambiental (SPDA).
Historia de un derrame
El derrame de petróleo ocurrido en enero de 2022 en Ventanilla causó graves daños ambientales y afectó los derechos de las personas, evidenciando fallas en la gestión de la crisis, como la falta de acceso a información sobre las causas, una inadecuada sistematización del daño y escasa transparencia sobre responsabilidades y acciones legales. Ante esta crisis, surge "Historia de un derrame", una campaña de la Sociedad Peruana de Derecho Ambiental (SPDA) que busca informar y promover la transparencia sobre el desastre a través de reportajes, análisis y videos. Esta campaña estuvo recientemente nominada en los Premios de Acción por los Objetivos de Desarrollo Sostenible (ODS) de Naciones Unidas.
Champions de Escazú
El Acuerdo de Escazú entró en vigor el 22 de abril de 2021, fecha en que se celebra el Día Internacional de la Madre Tierra; y este se concibe como el primer acuerdo legal regional vinculante de los países de América Latina y el Caribe para asegurar la plena y efectiva implementación de los derechos al acceso a la información ambiental, a la participación pública en los procesos de toma de decisiones ambientales y el acceso a la justicia en asuntos ambientales. La iniciativa de acceso (TAI) lanzó por primera vez Champions de Escazú en el año 2019, con el apoyo de la Comisión Económica para América Latina y el Caribe (CEPAL). Esta campaña tiene como objetivo convocar a representantes líderes de las juventudes que apoyan a la ratificación e implementación del Acuerdo de Escazú en sus países.
HAZla por tu Ola
HAZla por tu Ola es una campaña de Conservamos por Naturaleza que promueve la donación de fondos y talento por parte de ciudadanos y empresas comprometidos con la conservación de olas en el Perú. A través de HxO, se recaudan fondos para generar el expediente que protege cada una de las rompientes. La plataforma fue creada con el objetivo de fomentar la colaboración para proteger más olas en el país, que se ha convertido en un destino clave para el turismo deportivo. Actualmente, 33 rompientes en el Perú están protegidas gracias al apoyo de todos los involucrados. 
La Ruta Natural
La Ruta Natural es más que una guía de viajes; es una invitación a descubrir las historias de vida de quienes protegen la naturaleza en el Perú. En La Ruta Natural encontrarás más de 60 destinos. Además de explorar lugares inexplorados, ofrece rutas para diferentes tipos de turismo, como trekking, escalada y surf, siempre con el enfoque en la conservación. Todo con mapas completos y las recomendaciones del equipo de Conservamos por Naturaleza sobre las mejores actividades en cada lugar. 
Reforestamos por Naturaleza
"Reforestamos por Naturaleza" es una campaña de Conservamos por Naturaleza que ofrece a cualquier persona la oportunidad de apoyar iniciativas de conservación en todo el país mediante la adopción de árboles nativos. Desde su lanzamiento en 2016, la campaña ha crecido de manera constante, involucrando a más personas en la protección y restauración de los ecosistemas peruanos. 

## Publicaciones
El Fondo Editorial de la SPDA promueve la investigación y publicación de diversos estudios a nivel multidisciplinario. Algunos temas tratados están relacionados con el derecho ambiental, la protección de las áreas protegidas, el respeto a los derechos de los pueblos indígenas, el gobierno abierto, las actividades que atentan contra nuestro patrimonio natural, entre otros. 
Entre sus publicaciones más recientes, destacan: 
- Análisis del nuevo régimen legal para la Declaratoria de Emergencia Ambiental en Perú.. Sociedad Peruana de Derecho Ambiental (SPDA). 2024. ISBN 978-612-5180-04-9.
- Incendios forestales: Qué pasó, qué hacer y cómo evitar que vuelva a ocurrir. Posibles propuestas y caminos de solución.. Sociedad Peruana de Derecho Ambiental (SPDA). 2024. ISBN 978-612-5180-02-5.
- Conservación basada en derechos. Desafíos, brechas y oportunidades del avance en derechos territoriales de pueblos indígenas y su relación con la tenencia de tierras y con la conservación de la biodiversidad.. Sociedad Peruana de Derecho Ambiental (SPDA); Amazon Conservation Team (ACT). 2024. ISBN 978-612-5180-02-5.
- Retos para la gestión de áreas de conservación marino-costeras. Intercambio de experiencias Perú-Costa Rica. Sociedad Peruana de Derecho Ambiental (SPDA). 2024. ISBN 978-612-5180-01-8.